# Marek Kuryłowicz
Marek Kuryłowicz (ur. 18 marca 1944 w Lublinie) – polski prawnik, profesor nauk prawnych, romanista i historyk prawa.

## Życiorys
W 1966 ukończył studia na Wydziale Prawa Uniwersytetu Marii Curie-Skłodowskiej w Lublinie, gdzie następnie został zatrudniony w Katedrze Prawa Rzymskiego. W latach 1967–1969 odbył pozaetatową aplikację sądową. W 1973 obronił doktorat z prawa rzymskiego. W 1977 habilitował się w zakresie historii prawa (specjalność: prawo rzymskie). W latach 1981–1987 był prodziekanem Wydziału Prawa i Administracji UMCS, a w latach 1989–1991 członkiem Trybunału Stanu. W latach 1990–1996 był dziekanem Wydziału Prawa i Administracji, ponadto prorektorem Filii UMCS w Rzeszowie (1996 - 1999). Od 1989 jest profesorem tytularnym nauk prawnych, zaś od 1995 zatrudniony na stanowisku profesora zwyczajnego UMCS.
Odbył studia zagraniczne w Salzburgu w Austrii, w Camerino i Modenie we Włoszech oraz Monachium w Niemczech jako stypendysta Fundacji im. Aleksandra von Humboldta.
Niektóre pełnione funkcje:
- kierownik Katedry Prawa Rzymskiego (1977–2014) w Instytucie Historii i Teorii Państwa i Prawa na Wydziale Prawa i Administracji Uniwersytetu Marii Curie-Skłodowskiej,
- wykładowca i kierownik Katedry Prawa Rzymskiego na Wydziale Prawa Kanonicznego (Prawa Kanonicznego i Świeckiego) Katolickiego Uniwersytetu Lubelskiego (1979–1998),
- wykładowca na stanowisku profesora zwyczajnego w Akademii Leona Koźmińskiego[2] (2001-2016),
- wykładowca i kierownik Zakładu Prawa Rzymskiego na Wydziale Prawa i Administracji Uniwersytetu Rzeszowskiego (2001–2011),
- wykładowca Wyższej Szkoły Prawa i Administracji w Przemyślu (1997-2006),
- członek Komitetu Nauk o Kulturze Antycznej PAN (1991-2006),
- członek Komitetu Nauk Prawnych PAN (1999-2002),
- członek Trybunału Stanu w latach 1989–1991,
- od roku 1977 członek Lubelskiego Towarzystwa Naukowego,
- w 2006 r.  wybrany na członka Centralnej Komisji do Spraw Stopni i Tytułów (do 2016),
- członek Societas Humboldtiana Polonorum (od 1989 r.),
- członek Rady Programowej czasopisma Stowarzyszenia Notariuszy Polskich „Rejent” (2000–2010),
- przewodniczący Rady Wydawniczej Wydawnictwa UMCS (1998-2008) oraz redaktor naczelny czasopisma „Studia Iuridica Lublinensia” (2002–2012),
- współzałożyciel oraz w latach 1995–1998 przewodniczący Towarzystwa Absolwentów i Przyjaciół Wydziału Prawa i Administracji UMCS.

Był promotorem w ośmiu (8) zakończonych przewodach doktorskich, recenzentem 24 doktoratów, 18 rozpraw habilitacyjnych oraz 12 wniosków o tytuły profesorskie. Autor i współautor 10 monografii oraz ok. 180 innych publikacji (artykułów i recenzji) w kraju i za granicą. Jest współautorem (wraz z prof. Adamem Wilińskim) podręcznika Rzymskie prawo prywatne (6. wydanie  w 2016 roku).

## Odznaczenia
Odznaczony m.in. Krzyżem Kawalerskim Orderu Odrodzenia Polski, Złotym Krzyżem Zasługi oraz Medalem Komisji Edukacji Narodowej. Uhonorowany m.in. medalem „Zasłużony dla Uniwersytetu Marii Curie-Skłodowskiej” (2014), Medalem 700-lecia Miasta Lublin (2018) oraz Medalem Jubileuszowym 100-lecia KUL (2018).